# Пинамонте дей Бонаколси
Пинамонте дей Бонаколси (на италиански: Pinamonte dei Bonacolsi, * 1206, Мантуа, + 7 октомври 1293) е италиански политик, първият народен капитан и сеньор на Мантуа от 1274 до 1291 г. Глава на партията на гибелините в Мантуа, Италия. Основател е на род Бонаколси.

## Биография
Той е най-големият син на Мартино дей Бонаколси.
В съюз с влиятелния род Казалоди през 1259 г. той е избран за старейшина на народа в Мантуа. През 1272 г. изгонва от града подест Гвидо II да Кореджо и става сеньор на града. От 1274 г. той е единственият сеньор и народен капитан на Мантуа. Неговата фамилия дей Бонаколси заема службата signoreggiò su Mantova до 1328 г.
Около 1280 г. той започва в стария град строежа на дворец (палацо) Бонаколси и преобразува други здания, включително Торе дела Габия, станал символ на властта на род Бонаколси над града.
През 1287 г. заедно със синовете си постъпва в Тевтонския орден. През януари 1291 г. той се отрича от престола в полза на синът му Барделоне дей Бонаколси. Пинамонте дей Бонаколси умира в Мантуа на 7 октомври 1299 г.
Данте Алигиери говори за него в една от песните на „Божествена комедия“ (Ад XX, 95 – 96).

## Деца
Пинамонте се жени за незаконната дъщеря на Гуидо да Кореджо и има с нея децата:
- Корадо
- Таджино
- Барделоне, 2-ри народен капитан и сеньор на Мантуа
- Филипо, епископ на Тренто и Мантуа
- Джовани, подестà на Верона. Неговият син Гвидо е говернатор на Мантуа през 1299 – 1309
- Гвидо
- Селватико, рицар на Тевтонския орден
- Фабрицио

## Галерия
- Мантуа, Палацо Бонаколси
- Торе дела Габия в Мантуа